# 細川組
細川組（ほそかわぐみ）は、兵庫県尼崎市に本部を置いていた暴力団で、指定暴力団六代目山口組の二次団体。2015年3月に解散した。

## 略歴
柳川組石田組若頭補佐細川幹雄は、1969年4月に柳川組が解散して石田組が章友会を結成すると章友会若頭に就任。その後、舎弟頭となる。
1989年12月、五代目山口組若中細川組組長となる。

## 歴代組長
- 初代 - 細川幹雄（六代目山口組若中/五代目山口組若中/章友会舎弟頭/石田組若頭補佐）